# Cologne, Lombardiet
Cologne är en ort och kommun i provinsen Brescia i regionen Lombardiet i Italien. Kommunen hade 7 574 invånare (2018).